# Tegalweru
Tegalweru is een bestuurslaag in het regentschap Malang van de provincie Oost-Java, Indonesië. Tegalweru telt 3525 inwoners (volkstelling 2010).